# آژیرفیلم
در بهار ۱۳۳۶ ژوزف واعظیان با کمک شاهرخ رفیع و همکاری ساموئل خاچیکیان استودیو «آژیر فیلم» را بنا نهادند و یک سال بعد نخستین محصول این استودیو به نام طوفان در شهر ما به کارگردانی ساموئل خاچیکیان روی پرده آمد. آژیر فیلم خیلی زود با تولید فیلم‌های متعدد به یکی از استودیوهای فعال تبدیل شد. سورن خاچیکیان برادر ساموئل فعالیتش به عنوان مسئول امور فنی در همین استودیو آغاز کرد و صدابرداری، تدوین، میکس، افکت صدا و انتخاب موسیقی متن برای فیلم‌ها از جمله کارهایش در این استودیو بود. در این استودیو از سال ۱۳۳۷ تا ۱۳۴۲ تعداد سیزده فیلم سینمایی تهیه گردید.

## تولیدات
تولیدات این استودیو عبارتنداز:
- اضطراب (۱۳۵۴)
- مرگ در باران (۱۳۵۳)
- بوسه بر لب‌های خونین (۱۳۵۲)
- جعفر جنی و محبوبه‌اش (۱۳۵۲)
- معشوقه (۱۳۵۲)
- شیطان در می‌زند (۱۳۴۳)
- ضربت (۱۳۴۳)
- قربانی هوس (۱۳۴۲)
- دلهره (۱۳۴۱)
- دختری فریاد می‌کشد (۱۳۴۰)
- یک قدم تا مرگ (۱۳۴۰)
- بچه‌های محل (۱۳۳۹)
- چشمه عشاق (۱۳۳۹)
- در جستجوی داماد (۱۳۳۹)
- تپه عشق (۱۳۳۸)
- قاصد بهشت (۱۳۳۸)
- طوفان در شهر ما (۱۳۳۷)